# Idaea striolata
Idaea striolata är en fjärilsart som beskrevs av Otto Staudinger 1892. Idaea striolata ingår i släktet Idaea och familjen mätare. Inga underarter finns listade i Catalogue of Life.